# Bahya ben Asher
Bahya ben Asher o Bahya ben Asher ben Halawa también llamado Rabbeinu Behaye, nacido a mitad del siglo XIII en Zaragoza y muerto en 1340, fue un rabino, un erudito y un cabalista judío.

## Biografía
Realizó comentarios de la Biblia hebrea y es conocido por introducir la Cábala (misticismo judío) en el estudio de la Torá. Los eruditos judíos lo consideran uno de los más importantes exégetas bíblicos de España. Fue alumno del rabino Shlomo ben Adret (el Rashba).
Bahaya tomó como modelo a Mosé ben Nahmán conocido como Najmánides, el RAMBÁN, el maestro de Shlomo ben Adret, que fue el primero en hacer uso de la Cábala para interpretar la Torá. Desempeñó con celo sus obligaciones como darshán ("predicador") en Zaragoza, compartiendo su puesto con varios otros. Él mismo comenta que el sueldo por esta función era muy pequeño y apenas era suficiente para mantener su familia. Sin embargo, ni sus dificultades para obtener el pan diario ni los diversos reveses que sufrió (a los que se refiere en la introducción a su comentario de la Torá) disminuyeron su interés en el estudio de la Torá en general ni de la exégesis bíblica en particular.

## El comentario de la Torá
Su principal obra fue el comentario de la Torá (los cinco libros de Moisés), en cuya preparación investigó en profundidad las obras de exégetas anteriores, usando todos los métodos empleados por ellos en sus interpretaciones.
Enumera los siguientes cuatro métodos, que, en su opinión, son indispensables para los exégetas:
1. El peshat, el significado "simple" del texto tal cual.
2. El midrash o la exégesis dentro del género Hagadá.
3. El análisis lógico y la exégesis filosófica. Su fin es demostrar que las verdades filosóficas ya están incluidas en la Biblia judía, que es una obra de Dios que trasciende toda la sabiduría del hombre. Así reconoce los resultados del pensamiento filosófico solo hasta el punto en que entran en conflicto con la tradición judía.
4. El método de la Cábala, que llama "el camino de la luz", que el alma que busca la verdad tiene que recorrer. Bahya cree que con este método es con el que los profundos misterios escondidos en la Biblia (Tanaj) pueden ser revelados.

En general, Bahya no revela ninguna de sus fuentes cabalísticas, aparte de referirse de forma genérica al Sefer ha-Bahir y a las obras de Nahmánides. Solo menciona dos veces el Zohar.
El comentario de Bahya es especialmente interesante por su forma. Cada parashá, o lección semanal, tiene como prefacio una introducción que prepara al lector para las ideas fundamentales que son discutidas. Esta introducción lleva un lema formado por unos versos seleccionados del Libro de los Proverbios. Además, a través de las preguntas que aparecen a menudo, llevan al lector a tomar parte en los procesos mentales del autor. El peligro de la monotonía desaparece.

## Ediciones
El comentario fue publicado por primera vez en Nápoles en 1492. El éxito de que disfrutó está atestiguado por los numerosos comentarios con los que se publicó. Debido al gran espacio dedicado a la Cábala, la obra era especialmente valiosa a los cabalistas, aunque Bahya también hizo uso de fuentes no judías. Ediciones posteriores aparecieron en Pésaro, 1507, 1514 y 1517; Constantinopla, 1517; Rímini, 1524; Venecia, 1544, 1546, 1559 y 1566.

## Otras obras
Su segunda obra más famosa es el Kad ha-Kemah ("Receptáculo de la harina") (Constantinopla, 1515). Consiste en sesenta capítulos, ordenados alfabéticamente, que contienen discursos y disertaciones sobre los requerimientos de la religión y la moralidad, además de las prácticas rituales judías. El propósito es promocionar una vida moral. En él Bahya analiza los siguientes temas:
- el deber de amar a Dios y de ir delante de Dios sencillamente y con humildad en el corazón,
- el temor de Dios
- la oración judía
- benevolencia y el amor a los hombres
- paz
- la administración de justicia y la santidad del juramento
- el deber de respetar la propiedad y el honor de los demás hombres
- las fiestas judías y la Halajá (que se puede traducir como la "Ley judía").

Otra obra de Bahya, que también ha sido publicada con frecuencia, y que fue atribuida erróneamente a Moshé ben Najmán en su primera edición de 1514, se titula Shulkhan Arba ("Mesa [de] cuatro"). Se compone de cuatro capítulos, de los que los tres primeros contienen reglas de conducta religiosas para las diferentes comidas, mientras que el cuarto capítulo trata del banquete de los honrados en el Mundo venidero. Es posible que Bahya haya escrito una obra titulada Hoshen ha-Mishpat ("Coraza de juicio"). Solo hace referencia a la obra una vez y no se sabe si llegó a escribirla o no.

### Obras atribuidas incorrectamente
Una serie de obras cuyo autor es simplemente "Bahya" o cuyo autor es desconocido han sido atribuidas a Bahya ben Asher. Muchos expertos modernos en la obra de Bahya han demostrado que estas atribuciones son espurias.
- Ha-Emunah ve-ha-Bittahon (Korets, 1785)
- Ma'arekhet ha-Elohut (Mantua, 1558)
- Ma'amar ha-Sekhel (Cremona, 1557)

Un libro aparentemente escrito por Bahya y editado por M. Homburg bajo el título Soba Semakhot ("Plenitud de alegría"), como un comentario del Libro de Job, es de hecho una compilación realizada por un editor posterior de dos obras de Bahya Kad ha-Kemah (Constantinopla, 1515) y Shulhan shel Arba (Mantua, 1514).

## Análisis
Las obras de Bahya tienen un valor especial para el estudioso de la literatura judía, ya que el autor cita de forma copiosa y extensa obras exegéticas y midrashim que se han perdido. Además resulta interesante para el estudiante de lenguas modernas, por su frecuente uso de palabras vernáculas (del árabe, francés y español) para explicar términos bíblicos. También contienen material valioso para el estudio de la vida social, además de la historia de la Cábala, la demonología y la escatología de los judíos españoles.